# Maria Anna av Neuburg
Maria Anna av Neuburg, (spanska: Mariana de Neoburgo; tyska: Maria Anna von der Pfalz-Neuburg), född 28 oktober 1667, död 16 juli 1740, var drottning av Spanien mellan 1689 och 1700, som andra fru till kung Karl II av Spanien.   Hon var Spaniens ställföreträdande regent mellan sin makes död och hans efterträdares ankomst till landet mellan november 1700 och februari 1701. 

## Biografi

### Tidigt liv
Maria Anna var dotter till Filip Wilhelm, kurfurste av Pfalz-Neuburg, och Elisabet Amalia av Hessen-Darmstadt.  Hon beskrevs som en lång, smal, rödhårig skönhet, som person arrogant, fåfäng, auktoritär och egoistisk.  
Hon valdes till brud åt den barnlöse spanske kungen på grund av att hon kom från en barnrik familj - hennes föräldrar fick 17 barn - och för att hennes syster Eleonora var gift med kejsaren. När Karl II:s första hustru avled 1689, inleddes omedelbart förhandlingar om att arrangera ett nytt äktenskap på grund av kungens ständigt dåliga hälsa och desperata behov av en arvinge. Kungen önskade inte gifta om sig alls, och när det första förslaget om en portugisisk prinsessa omöjliggjordes av det pro-tyska partiet vid hovet överlät han åt sin släkting kejsaren att välja ut en lämplig brud. Kejsaren valde då ut sin hustrus syster, som var frisk och fullvuxen. Hon förväntades agera som en agent för det kejserliga partiet vid det spanska hovet, och valet stöddes av både Österrike och dess allierade England mot Frankrike.

### Drottning
Maria Anna vigdes med Karl II per ombud 23 augusti 1689 i Ingolstadt och personligen 14 maj 1690 i San Diego i Spanien. Hon färdades till Spanien via Biscayabukten och steg iland i Coronna, varifrån hon färdades till sitt möte med kungen i Valladolid. Bröllopet och välkomnandet av henne firades enligt samma plan som för hennes föregångare. 
Maria Anna gjorde ett dåligt intryck i Spanien av flera skäl. Hon beskrevs som kylig och arrogant vid de festligheter som ordades till hennes ära vid hennes ankomst. Det stod också direkt klart att brudparet inte tyckte om varandra och heller inte utåt låtsades göra det. Hon omgav sig med ett följe utländska gunstlingar som inkluderade både engelsmän och tyskar, som ryktades vara kättare. Bland dem fanns baronessan Berlips, Henrik Jovier och fader Chiusa, men även en del inflytelserika spanjorer som amiralen av Kastilien. Hon anklagades för att gynna sina personliga intressen och sina utländska gunstlingar, och för att lägga beslag på föremål i den spanska skattkammaren och sända dem till sina släktingar i Tyskland.
Vid sin ankomst formade hon snabbt en kamarilla med vars hjälp hon strävade efter att ta makten över statens angelägenheter till förmån för det kejserliga partiet. Hennes ankomst underminerade hennes svärmors inflytande, eftersom även svärmodern stödde det kejserliga partiet, och kejsaren flyttade över sitt stöd på Maria Anna som sin främst agent. I allians med sin svärmor förmådde hon kungen att avsätta minister Oropesa 1690. Därefter tillsattes regeringens ämbeten med personer lojala mot Maria Anna, vilket gav henne de facto kontrollen över regeringen.
Som drottning dominerade hon kungen genom sitt häftiga temperament och sina simulerade graviditeter, under vilka hon förklarade att hon inte fick uppröras för att inte få missfall. I själva verket anses hon inte ha varit gravid alls, och fick aldrig några barn. 
Då hon insåg att maken aldrig skulle få barn, ville hon få Karl av Österrike utsedd till spansk tronarvinge. Detta förorsakade en konflikt med svärmodern, Maria Anna av Österrike, som istället stödde Josef Ferdinand av Bayern.
Fram till svärmoderns död 1696 befann sig hovet i ett tillstånd där drottningen och hennes kamarilla, i samarbete med kungens biktfar Matilla, försökte få kungen att utse Österrikes kandidat till arvinge, motarbetade av änkedrottningen och kardinal Portocarrero, som istället förespråkade prinsen av Bayern. 
Konflikterna mellan henne och svärmodern är omtalade. En gång ska svärmodern ha sagt: "Två solar kan inte leva under samma himmel." En annan gång: "Lär er att leva, damen, med vetskapen att personer som står högre än ni har bugat inför mig, personer vilka ni övertrumfar endast genom att vara min sons hustru, en ära ni har mig att tacka för", på vilket Maria Anna ska ha svarat: "Det är därför jag hatar er så mycket!"
Under kungens sjukdom 1693 försökte hon i egenskap av kejserlig agent övertala honom att utse Karl av Österrike till tronarvinge. Hennes försök var väl känt och fick hennes impopularitet hos allmänheten att växa, liksom stödet för en fransk tronkandidat.
Efter svärmoderns död 1696 ändrades balansen vid hovet helt till hennes förmån. Hon försökte under kundens sjukdom 1696 återigen övertala honom att utse Karl av Österrike. Istället utsåg han Josef av Bayern. Under kungens nästa sjukdom 1697 genomdrev hon att kungen ändrade sitt testamente där han utsåg Bayerns kandidat till sin arvinge och istället uttalade stöd för Österrikes kandidat.
Maria Anna utsattes 1698 för en övertalningskampanj av Frankrike, som lämnade i utsikt att deras kandidat skulle gifta sig med henne om hon stödde hans kandidatur. När Maria Anna sedan mottog samma erbjudande från Österrike, avslöjade hon Frankrikes erbjudande för kungen, som då tvekade att utse den franska kandidaten.
Under kungens sjukdom 1699 skyllde hans biktfar Diaz hans sjukdom på häxeri, och iscensatte en utredning som tycktes ha till uppgift att utpeka drottningen för häxeri. Maria Anna övertalade då kungen att utse hennes kandidat Mendoza till storinkvisitor, vilket avbröt hela häxprocessen. Efter denna incident fick dock kardinal Portocarrero övertaget över kungen och lyckades i september 1699 utverka att hennes gunstlingar och anhängare förvisades från hovet, vilket underminerade hela hennes maktställning. Därefter var Maria Annas inflytande slut och hennes rival kardinal Portocarrero lyckades övertala kungen att utse Frankrikes kandidat till sin tronarvinge.

### Änkedrottning
Då kungen dog i november 1700 bad han sin efterträdare Filip av Anjou att behandla Maria Anna väl. Med hans död utdog den spanska kungafamiljen. Maria Anna blev som den enda kvarvarande kungliga personen i Spanien formellt utsedd till ställföreträdande regent över regentrådet i det interregnum som uppstod mellan den gamla kungens död fram till att den nya kungen anlände till Spanien. Maria Anna regerade Spanien från november 1700 till februari 1701. Hennes regeringstid beskrivs som ineffektiv och full av konflikter med regeringens medlemmar, då de inte bestod av hennes anhängare och inte var villiga att samarbeta med henne, och regentrådets medlemmar sände klagomål över henne till den nya kungen.
Då den nye kungen, den före detta franska prinsen Filip V av Spanien, anlände till Spanien i februari 1701, sände han en order om att Maria Anna skulle lämna Madrid före hans ankomst. Hon bosatte sig i sitt änkesäte i Toledo, där hon senare gav Filip ett formellt välkomnande och sitt stöd och mottog en generös pension, men inte fick tillstånd att återvända till hovet. Hon led av ekonomiska bekymmer och social isolering, och skrev till sina släktingar att hon inte kunde betala varken mat eller sina tjänares löner. 
Hennes bror skrev 1701 till deras syster, kejsarinnan Eleonora:
"Vad gäller drottningen av Spanien, så tycker jag uppriktigt synd om den stackars damen, men; för att vara ärlig, allt hon går igenom är hennes eget fel på grund av hennes uppträdande, och jag anser att hon ber Ers Majestät om vad som är mer illusoriskt än realistiskt. Men om ni kan hjälpa den stackars kvinnan och trösta henne i hennes besvärliga situation, skulle ni göra också mig en tjänst..." 
År 1706 erövrade hennes systerson Karl av Österrike, vars kandidatur till den spanska tronen hon länge hade gett sitt stöd, staden Toledo med sin armé. Maria Anna välkomnade honom glatt. Hennes välkomnande av Karl av Österrike i Toledo fick Filip V att i augusti 1706 förvisa henne från Spanien, sedan han hade återtagit staden. Hon levde resten av sitt liv i Bayonne i Frankrike. Under sin tid i Frankrike lät hon viga sig vid sonen till en tunnmakare, något som förorsakade skandal. Hon fick en pension och var inte fattig i faktisk mening, men hon levde med ett personligt hov på 200 personer och omkostnaderna gjorde att hon ständigt led av ekonomiska svårigheter. Hon uppfattade sig också som socialt isolerad. 
När hennes systerdotter Elisabet Farnese reste genom Sydfrankrike till Spanien inför sitt giftermål med Filip V år 1714, besökte hon Maria Anna, som varnade henne för prinsessan de Ursines och uppmanade henne att ta kontrollen över kungen, något som resulterade i den mäktiga gunstligen Ursines fall och Elisabet Farneses dominans över den spanska regeringen.
Maria Anna fick tillstånd att återvända till Spanien 1739. Hon avled året efter sin återkomst.